# Gabriel Riera
Gabriel Riera Lancha (* 5. Juni 1985) ist ein andorranischer Fußballspieler, der aktuell für den FC Santa Coloma spielt.

## Verein
Riera startete 2004 seine Karriere beim FC Andorra und spielte seitdem für weitere Vereine in Spanien und Andorra. 2012 wechselte er innerhalb der Primera Divisió von UE Santa Coloma zum Rekordmeister FC Santa Coloma, wo er bis heute unter Vertrag steht.

## Nationalmannschaft
Von 2004 bis 2017 absolvierte der Stürmer insgesamt 40 Länderspiele für Andorra und erzielte dabei ein Tor. Dieses schoss er bei der 1:8-Niederlage am 4. Juni 2005 in Prag gegen Tschechien.

## Erfolge
- Andorranischer Meister: 2006, 2015, 2016, 2017, 2018
- Andorranischer Pokalsieger: 2010, 2011, 2013, 2018
- Andorranischer Superpokalsieger: 2006, 2010, 2011, 2015, 2017, 2018